# Gare de Kapelle-Biezelinge
La gare de Kapelle-Biezelinge (en néerlandais station Kapelle-Biezelinge) est une gare néerlandaise située entre Kapelle et Biezelinge, dans la province de la Zélande.

## Situation ferroviaire
La gare est située sur la ligne Rosendael - Flessingue, desservant la péninsule zélandaise formée par Zuid-Beveland et Walcheren. La gare dessert la commune de Kapelle, et est située entre les deux localités Kapelle et Biezelinge, qui sont séparées par la ligne de chemin de fer.

## Service des voyageurs

### Desserte
Les trains s'arrêtant à la gare de Kapelle-Biezelinge font partie du service assuré par les Nederlandse Spoorwegen reliant Flessingue à Rosendaël.